# San Ignacio de San José Parangueo
San Ignacio de San José Parangueo es una localidad del estado mexicano de Guanajuato. Es parte del municipio de Valle de Santiago.

## Toponimia
El nombre «Parangueo» proviene de los términos en purépecha: parangua, fogón; ro, lugar. Su significado es «lugar de fogones».

## Demografía
| Gráfica de evolución demográfica |
|                                  |

| Censo | Población |
| ----- | --------- |
| 1910  | 359       |
| 1921  | 473       |
| 1930  | 471       |
| 1940  | 435       |
| 1950  | 566       |
| 1960  | 631       |
| 1970  | 962       |
| 1980  | 757       |
| 1990  | 1 261     |
| 2000  | 1 140     |
| 2010  | 1 246     |
| 2020  | 1 315     |